# Pronura
Genre
Pronura est un genre de collemboles de la famille des Neanuridae.

## Liste des espèces
Selon Checklist of the Collembola of the World (version du 17 octobre 2019) :
- Pronura aciculifer Cassagnau, 1996
- Pronura aequalis Cassagnau, 1991
- Pronura alata Cassagnau, 1996
- Pronura amazonica Cassagnau & Oliveira, 1990
- Pronura anjavicola Cassagnau, 1996
- Pronura annapurnensis Cassagnau, 1991
- Pronura australica (Yosii, 1966)
- Pronura bidoup Deharveng & Smolis, 2002
- Pronura bipartita Cassagnau, 1991
- Pronura bouakensis Cassagnau, 1996
- Pronura caeca Cassagnau, 1996
- Pronura camerounensis Cassagnau, 1996
- Pronura capitata Cassagnau, 1991
- Pronura celisi Cassagnau, 1996
- Pronura clavisetis (Yoshii, 1981)
- Pronura curviseta Cassagnau, 1996
- Pronura dandicola Cassagnau, 1991
- Pronura diplochaeta Cassagnau, 1991
- Pronura dorsolateralis Deharveng & Bedos, 1993
- Pronura edaphica Cassagnau, 1991
- Pronura elegans Cassagnau, 1996
- Pronura erythrina Cassagnau, 1991
- Pronura fluctuans Cassagnau, 1996
- Pronura gaucheri Palacios-Vargas, Deharveng & D'Haese, 2011
- Pronura gosainkundi Cassagnau, 1991
- Pronura indiana Salmon, 1969
- Pronura kilimanjarica Delamare Deboutteville, 1953
- Pronura kyandolirensis Cassagnau, 1996
- Pronura laminata Cassagnau, 1996
- Pronura lemurica Cassagnau, 1996
- Pronura longiseta Cassagnau, 1991
- Pronura madagascariensis Cassagnau, 1996
- Pronura major Cassagnau, 1996
- Pronura mignardi Massoud, 1963
- Pronura nana Cassagnau, 1996
- Pronura nepalica Cassagnau, 1991
- Pronura ornata Deharveng & Bedos, 1993
- Pronura paraguayana Palacios-Vargas, Deharveng & D'Haese, 2011
- Pronura parvati Cassagnau, 1991
- Pronura plumosa Cassagnau, 1991
- Pronura pomorskii Smolis & Deharveng, 2006
- Pronura prima Cassagnau, 1996
- Pronura prodoni Cassagnau, 1991
- Pronura pumilio Cassagnau, 1996
- Pronura regularis Cassagnau, 1996
- Pronura reticulata Cassagnau, 1991
- Pronura ruwenzoriensis Cassagnau, 1996
- Pronura seticola Cassagnau, 1991
- Pronura setimigrans Cassagnau, 1996
- Pronura shimicola Cassagnau, 1991
- Pronura sphaeroculata Cassagnau, 1996
- Pronura straturata Cassagnau, 1996
- Pronura travei Cassagnau, 1991
- Pronura trisetosa Cassagnau, 1996
- Pronura trisulensis Cassagnau, 1991

## Publication originale
- Delamare Deboutteville, 1953 : Collemboles du Kilimanjaro récoltés par le Dr. George Salt. Annals & Magazine of Natural History, vol. 6, no 12, p. 817-831.